# Camel by Camel
Camel by Camel è un singolo del cantautore croato Sandy Marton, pubblicato nel 1985.

## Tracce
7" – CBS A 6190 (Italia)
- Lato A

1. Camel by Camel – 3:23

- Lato B

1. Camel by Camel (Instrumental) – 3:23

## Classifiche

### Classifiche settimanali
| Classifica (1985) | Posizione massima |
| ----------------- | ----------------- |
| Italia            | 5                 |

### Classifiche di fine anno
| Classifica (1985) | Posizione |
| ----------------- | --------- |
| Italia            | 29        |